# Jefferson Airplane

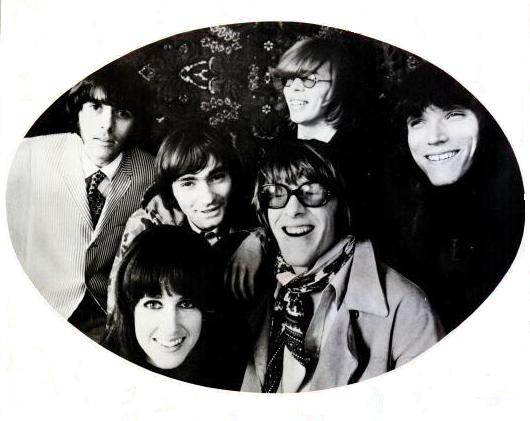
Jefferson Airplane 1967

Jefferson Airplane byla americká rocková skupina ze San Francisca založená roku 1965, jedna z prvních, které hrály psychedelický rock.
Úspěšné návraty kapely proběhly pod více jmény a odrážely měnící se dobu a složení. Kapela se později stala známá jako Jefferson Starship, přičemž její název se o něco později zjednodušil na Starship až nakonec v roce 1991 pojmenovali novou kapelu Jefferson Starship The Next Generation.
Poprvé hráli 13. srpna 1965 v Matrix klubu v San Franciscu. Na tomto koncertě vystoupili Marty Balin (zpěv), Paul Kantner (zpěv, doprovodná kytara) a Jorma Kaukonen (sólová kytara). Signe Toly Anderson (která zpívala na debutovém albu Jefferson Airplane Takes Off) hrála na bicí. Baskytarista Jack Casady a bubeník Skip Spence (který byl později jedním z původních členů Moby Grape) se ke kapele připojili o dva měsíce později. Spencer Dryden se stal bubeníkem v červnu roku 1966 a téhož roku Grace Slick nastoupila jako zpěvačka a účinkovala na prvním koncertu pro Billa Grahama v legendárním Fillmore Auditorium v San Franciscu. Jefferson Airplane vystupovali na festivalech Berkeley Folk Music Festival, Monterey Jazz Festival, Monterey Pop Festival, Woodstock nebo Altamont. Proslavili se především hity „White Rabbit“ a „Somebody to Love“ z alba Surrealistic Pillow. Patří mezi „500 nejlepších písní všech dob“ podle časopisu Rolling Stone. V roce 1968 se objevili na obálce časopisu Life a v roce 1996 byli uvedeni do Rock and Roll Hall of Fame.

## Diskografie
- Jefferson Airplane Takes Off (1966)
- Surrealistic Pillow (1967)
- After Bathing at Baxter's (1967)
- Crown of Creation (1968)
- Bless Its Pointed Little Head (1969) Naživo
- Volunteers (1969)
- The Worst of Jefferson Airplane (1970)
- Bark (1971)
- Long John Silver (1972)
- Thirty Seconds Over Winterland (1973) Naživo
- Early Flight (1974) (výběr ze singlů)
- Flight Log, 1966–1976 (1977) (výběrové album, obsahovalo skladby od Jefferson Starship, Hot Tuna, a jiné)
- Time Machine (1984) (výběrové album)
- 2400 Fulton Street (1987) (výběrové album)
- Jefferson Airplane (1989) (1989 album, po opětovném sjednocení kapely)
- White Rabbit & Other Hits (1990) (výběrové album)
- Jefferson Airplane Loves You (1991) (3CD album)
- The Best of Jefferson Airplane (1993) (výběrové album)
- Live at the Monterey Festival (1995) (živá nahrávka koncertu Jefferson Airplane na festivalu Monterey Pop v Británii roku 1967)
- Journey: The Best of Jefferson Airplane (1996) (Britské výběrové album)
- Live at the Fillmore East (1998) (živá nahrávka koncertu ve Fillmore East v New York City v roce 1968)
- Through the Looking Glass (1999) (výběrové album) (italské)
- The Roar of Jefferson Airplane (2001) (výběrové album)
- Platinum & Gold Collection (2003) (výběrové album)
- The Essential Jefferson Airplane (2005) (výběrové album)